# Сищиков Микола Сергійович
Мико́ла Сергі́йович Си́щиков (14 грудня 1917, Владимир — 16 лютого 2012, Вінниця) — радянський військовий льотчик, Герой Радянського Союзу (1943).

## Біографія
Семирічку закінчив у 1933 році, вчився у ФЗУ, влаштувався токарем, робив деталі для авіаційних моторів.
У Рибінську вступає до аероклубу, після закінчення курсів мотористів був прийнятий на роботу, потім працював начальником технічної служби аероклубу. Пілотував По-2, в 1940 молодшим лейтенантом полетів на Далекий Схід, потрапив у 32-й винищувальний авіаполк.
23 червня 1941 року 49 машин полку двома ешелонами вилетіли на фронт. 3 серпня — перший виліт, повезли до міста Сталіне бензин для літаків Іл-4. А вже наступного дня «працювали» на переправі через Дон.
У роки Другої світової війни Микола Сищиков був командиром екіпажа на бомбардувальниках далекої авіації. 18 вересня 1943 року Указом Президії Верховної Ради СРСР Миколі Сищикову було присвоєно звання Героя Радянського Союзу.
Літак Сищикова було збито при бомбардуванні залізничної станції Джанкой, 29 вересня. Приземлився на воду Сиваша. Селяни переодягли пілота і пообіцяли відправити зі знайомим машиністом ближче до лінії фронту. Про збитого льотчика дізнався управляючий і здав його німцям.
Далі були два роки полону. Утікши весною 1945 року під час бомбардувань, полонені зібралися разом і почали пробиратися до лінії фронту, вийшли вже у Братиславі.
Звідти «потенційних зрадників Батьківщини» СМЕРШівці повезли у Москву. Після тривалих допитів Героя Радянського Союзу Сищикова направили на час перевірки до запасного авіаполку в Уфі. Лише за кілька місяців його повернули в полк, що перелетів на той час у Вінницю.
Відтоді його життя пов'язане з містом.
За війну здійснив 241 бойовий виліт, скинув на ворога та його об'єкти приблизно 290 тонн авіабомб.
Звільнившись у 1959 році у відставку, Микола Сергійович протягом багатьох десятиліть брав активну участь у суспільному житті міста й у військово-патріотичній роботі. Щороку генерал-герой був бажаним гостем у рідній частині, в Командуванні військово-повітряних, а згодом — повітряних сил.
Наказом Міністра оборони України № 101 від 23 березня 2007 року Героя Радянського Союзу генерал-майора авіації у відставці Сищикова Миколу Сергійовича зараховано почесним солдатом військової частини А-1231.
Напередодні Дня Перемоги 2008 року йому було присвоєно військове звання генерал-майор.
Помер 16 лютого 2012 року у Вінниці.

## Вшанування пам'яті
7 травня 2013 у Вінниці відкрито дві меморіальні дошки — Миколі Сищикову та Федору Брую.